# La Commanderie (Loir-et-Cher)
Pour les articles homonymes, voir La Commanderie.
La Commanderie est une ancienne commune française de Loir-et-Cher, rattachée en 1833 à Villefranche-sur-Cher.
En 1793, la commune est mentionnée sous le nom de L'Hôpital, mais dans le Bulletin des lois de 1801 apparaît le nom de La Commanderie.

## Histoire
Le bourg de La Commanderie était le chef-lieu d'une commanderie de l'ordre de Saint-Jean de Jérusalem au sein du grand prieuré et de la langue d'Auvergne dont l'existence est attestée depuis 1172 et qui perdura jusqu'à la Révolution française. En 1201, le comte de Blois leur cède le droit de péage de Romorantin-Lanthenay. Les Hospitaliers étaient seigneurs du bourg de Villefranche mais perdirent le droit de haute-justice en 1256 au profit de ce dernier. À la suite de la dévolution des biens de l'ordre du Temple, la commanderie de Villefranche-sur-Cher absorba les commanderies templières de L'Épinat (Indre), Valençay (Indre) et Vierzon (Cher). Outre ces trois anciennes commanderies, on trouve parmi les membres de Villefranche, celui de Villedieu-sur-Cher et celui du Bourgneuf (Indre).
La commanderie possédait plusieurs annexes à proximité, à savoir les domaines du Grand-Quartier, du Brequis et de la Petite-Noue, les métairies de Chenon et Montauger, les maisons de La Bagie et de la Hubeloterie, situées quartier de la rue des Noues ainsi que l'auditoire, le pressoir et le four banal de Villefranche.
Le lieu-dit Sainte-Marthe et sa chapelle formaient une léproserie qui appartenait également à la commanderie.

## Démographie
| 1793 | 1800 | 1806 | 1821 | 1831 |
| ---- | ---- | ---- | ---- | ---- |
| 448  | 526  | 484  | 605  | 566  |